# اوردین دی‌فسفات -استیل‌گلوکزآمین
اوردین دی‌فسفات -استیل‌گلوکزآمین (به انگلیسی: Uridine diphosphate N-acetylglucosamine) یک ترکیب شیمیایی با شناسه پاب‌کم ۴۴۵۶۷۵ است.